# Tekken 4
Tekken 4 – piąta część serii gier wideo Tekken firmy Namco. W lutym 2001 roku miała swoją premierę na automatach arcade, a rok później na konsoli Playstation 2. Gra została uznana w 2002 roku za najlepszą bijatykę w rankingu Game Critics Awards na targach E3 oraz nominowana w tym samym roku na najlepszą bijatykę według GameSpot.

## Tryby gry
- Story Battle - tryb z historią postaci i zdobywaniem postaci,
- Arcade Battle - tryb zdobywania, ale bez historii,
- VS Battle - walka na dwóch graczy,
- Team Battle - walki drużynowe w których jest po max. 8 osób w każdej drużynie i też można grać na dwóch
- Time Attack - walka której trzeba mieć najlepszy czas,
- Tekken Force - tryb z rozgrywką typu beat ’em up, polegający na przechodzeniu etapów pokonując członków Tekken Force.